# Tobaksrökning

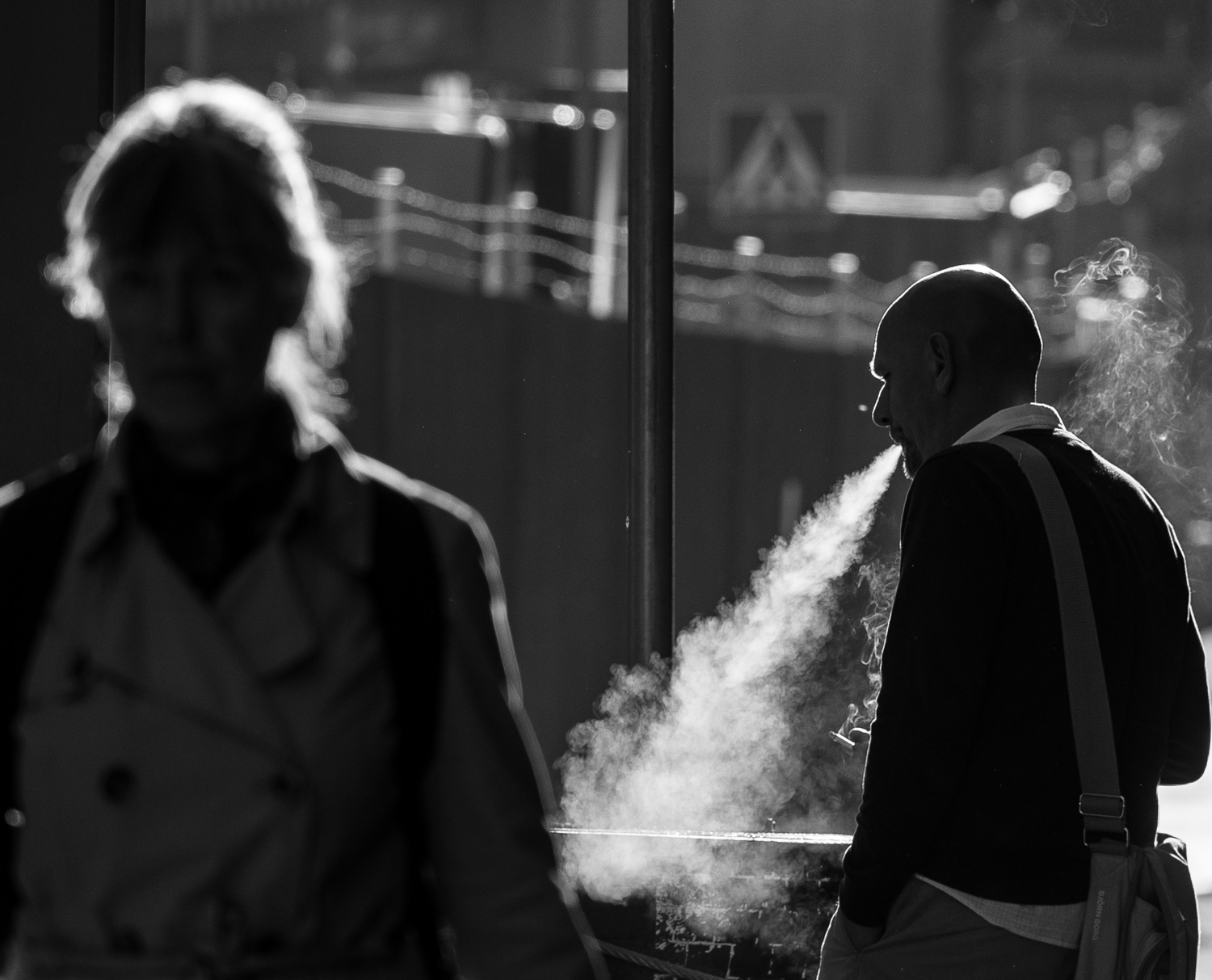
Rökare i Stockholms city 2016.

Tobaksrökning är rökning av tobakshaltiga produkter i syfte att stilla ett nikotinberoende, för sociala eller rituella syften eller för personlig njutning. Seden att röka torkade blad från tobaksplantan kommer ursprungligen från Nordamerikas indianer och spred sig därifrån över världen via de europeiska utforskare som införde sedvänjan i Europa.
Tobaksrök innehåller nikotin, en starkt beroendeframkallande stimulant som tillfälligt ökar koncentrationsförmågan och ger en känsla av välbefinnande när den frisläpps i kroppen. Tobaksrökning har visat sig vara en starkt bidragande faktor till många hälsoproblem, som lungcancer, emfysem och hjärt- och kärlsjukdomar. På många ställen blir förbud mot tobaksrökning i barer, restauranger och andra offentliga lokaler vanligare och vanligare, sedan farorna med passiv rökning blivit kända. Tobaksrök kan också framkalla allergi och utlösa allergiska och astmatiska reaktioner.
Bruk och missbruk av tobak bidrar till den samlade sjukdomsbördan i Sverige och orsakar förluster av levnadsår. År 2010 var tobaksrökning den fjärde största riskfaktorn för ohälsa, före alkohol som låg på åttonde plats och narkotikabruk på tionde plats.

## Historia
Torkade tobaksblad har rökts i tusentals år. Indianer i Nordamerika har rökt tobak i form av cigarrer och i pipor långt innan de europeiska upptäcktsresandena kom till kontinenten. Tobaksrökning är avbildat på 1500 år gamla mayaindianska konstverk och i mayakulturen användes tobaken som ett medel mot alla möjliga åkommor.
Tobaken odlades först i Centralamerika. Att röka ansågs förr i tiden fint i många kretsar, och dessutom användes tobaken som läkemedel. 1612 skedde den första västerländska odlingen. Det var den engelske bosättaren i Virginia, John Rolfe, som upptäckte att förutsättningarna att odla tobak var mycket goda där. Efterfrågan ökade mycket snabbt och man började tala om det "bruna guldet".

### Sverige
Under 1600-talet rökte man ur brända lerpipor. 1724 påbjöd Fredrik I tobaksodling i hela Sverige. 1760 fanns det tobaksodlingar i 72 rikssvenska och 12 finlandssvenska städer.
På 1700-talet blev det mode bland adeln att snusa genom näsan. Omkring år 1810 förändrades den vanan i Sverige. I stället för att snusa i näsan, lade man in en prilla under läppen. Det är än idag vanligare i Sverige än i de flesta andra länder. Det första rikstäckande snusmärket var Ljunglöfs Ettan (1822). Portionssnus introducerades 1974 med märket Tre Ankare. Sedan 1814 har cigarrer tillverkats i Göteborg.[källa behövs]
I Sverige har tobak odlats under lång tid. Det var en lönsam och gillad sysselsättning. Successivt har odlingen minskat. Från 2000 till 2001 odlades de sista större odlingarna i Sverige av Kungssnus för exklusiv snustillverkning, idag finns ingen industriell lönsam verksam odling.
År 1964 fastslogs sambanden mellan tobaksrökning och lungcancer. Den 1 januari 1997 förbjöd Sverige tobaksförsäljning till barn och ungdomar under 18 år.

## Olika rökmetoder

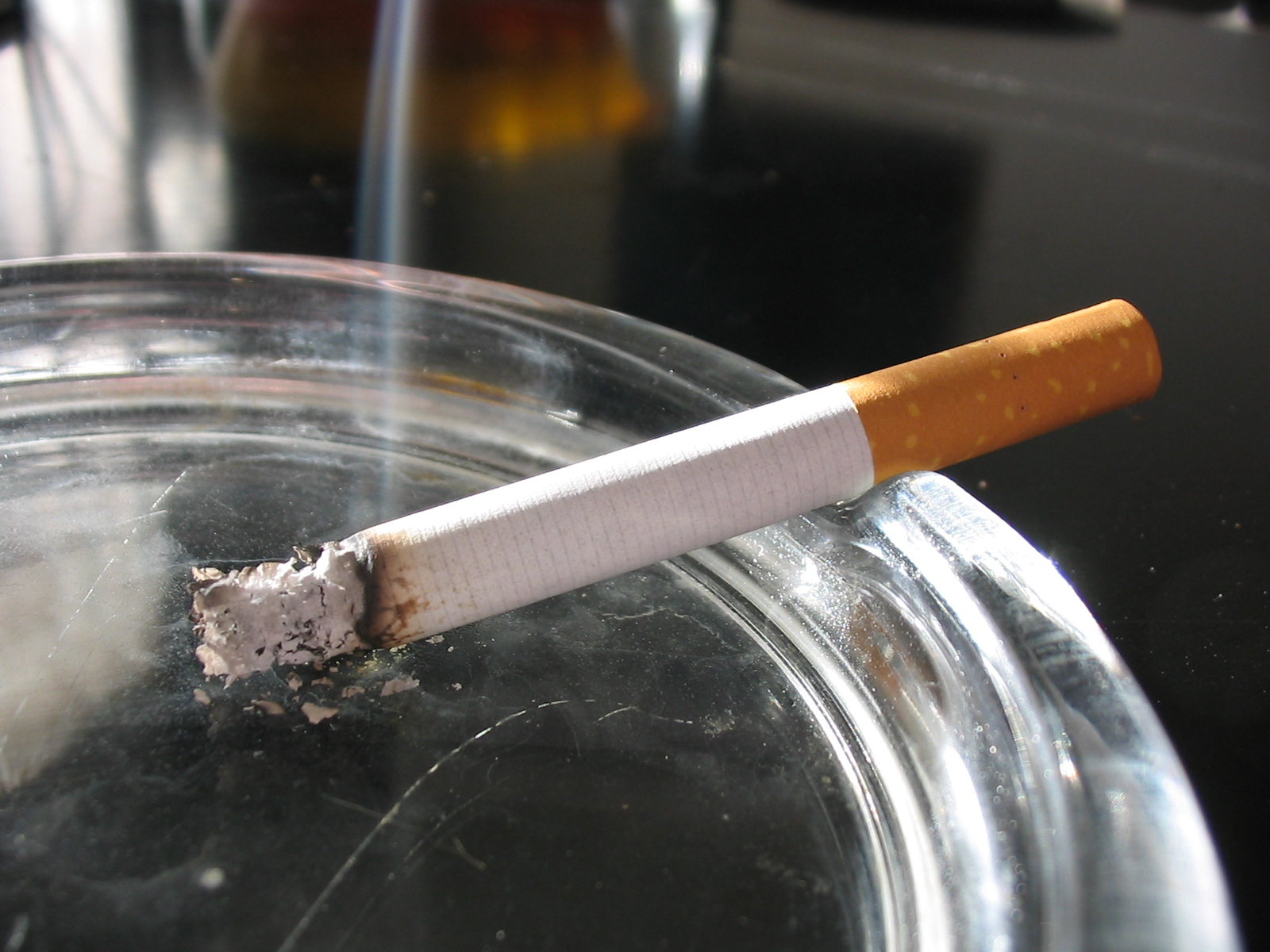
En cigarett på ett askfat.

### Cigarr
Cigarr är ett rökverk tillverkat av fermenterad (genom jäsningsprocesser förädlad) och ofta lagrad tobak rullad i ett eller flera tobaksblad. Fermentationen reducerar sockerhalten och bryter även ner proteiner. Detta gör att röken blir basisk vilket i sin tur gör att nikotinet som är en alkaloid uppträder fritt i röken. Nikotinet kan därför upptas direkt i munnens slemhinnor, vilket gör att röken inte behöver dras ner i lungorna.

### Cigarett
Cigarett är den sedan 1900-talet vanligaste formen av tobaksrökning och består av fint skuren tobak inrullad i rör av papper som vid antändning avger en nikotinhaltig rök som sedan inhaleras.

### Pipa
En pipa är ett redskap som under tidens gång har utvecklats väldigt mycket. Den används för det mesta till att röka tobak, men även andra droger som cannabis och opium.

#### Vattenpipa
Vattenpipan är den arabiska tobakspipan. Den är kallas ofta N'arghile, av arabiskans ord för kokosnöt, eftersom den ursprungligen tillverkades av en kokosnöt.
Högst upp på vattenpipan finns en liten plattform där man placerar tobaken. Över tobaken lägger man en bit perforerad aluminiumfolie på vilken man placerar glödande (ej brinnande) träkol, vanligen i form av en liten brikett som man tänt på i förväg. Över träkolen lägger man ytterligare aluminiumfolie eller ställer en liten huva i keramik för att kontrollera lufttillförseln. För att skapa drag i pipan suger man ut luft genom munstycket. Röken från tobaken passerar ned genom pipan och genom en vattenbehållare, en vattenfylld kolv, helst fylld med rosenvatten, för att nedkylas och filtreras innan den inhaleras genom munstycket. Röken från en vattenpipa smakar avsevärt mildare än röken från cigaretter eller cigarrer, vilket ger ett intryck av att den inte är lika farlig som andra typer av rökning.
En mindre del av de skadliga ämnena hålls kvar när det sker en viss filtrering av röken, som får vattnet att bubbla och bli brunt.

## Tobaksrökningens effekter på hälsan

Ett diagram som visar den fördröjda effekten av rökning när det gäller lungcancer. Den gröna kurvan visar antalet rökta cigaretter och den röda antalet döda i lungcancer. Man ser ett samband mellan rökning och lungcancer som tar ca 10 år att utvecklas.

Tobaksrök innehåller partiklar, gaser och ånga som består av ungefär 4 700 olika ämnen och föreningar. Endast omkring fem procent av utsläppet är synlig rök. Den del som rökaren inhalerar benämns huvudrök, medan röken som avges mellan blossen kallas sidorök. Den kemiska sammansättningen är olika på grund av att temperaturen i tobaken varierar. För att ta cigaretten som exempel: När rökaren inhalerar stiger temperaturen i cigarrettänden till 900 – 1 050 grader. Temperaturkurvan sjunker längs cigaretten till omkring 40 grader i den ände som rökaren har i munnen. Mellan blossen, när sidoröken bildas, brinner cigaretten jämnare och med lägre temperatur. Mellan blossen brinner 55 – 70 procent av tobaken upp.
Den långa listan av ämnen i tobaksrök innehåller tjära, nikotin, koldioxid, kolmonoxid, vattenånga och ammoniak. Minst ett femtiotal misstänks cancerframkallande. Här är några exempel på besvärliga ämnen i tobaksröken:
- 4-aminodifenyl
- Arsenik
- Bensen
- Bensopyren[11]
- Beta-naftylamin
- Bly
- Formaldehyd
- Kadmium
- Krom
- Nitrosamin[12]
- Polonium-210
- Radon
- Vinylklorid
- Vätecyanid

Regelbundna rökare lever uppskattningsvis 2,5  till 10  år kortare än icke-rökare. Ungefär hälften av manliga rökare kommer dö av sjukdom associerad till rökning.
En rad sjukdomar är associerade med rökning:
- Många cancerformer till exempel lungcancer[16], njurcancer [17] och bröstcancer.[18][19]
- Hjärt- och kärlsjukdomar som hjärtinfarkt och slaganfall.
- Impotens är ungefär 85 procent vanligare hos manliga rökare jämfört med icke-rökare [20] och det är en viktig, bidragande orsak till erektil dysfunktion (ED).[21][22]
- Kroniskt obstruktiv lungsjukdom.

Bruk och missbruk av tobak bidrar till den samlade sjukdomsbördan i Sverige och orsakar förluster av levnadsår. År 2010 var tobaksrökning den fjärde största riskfaktorn för ohälsa, före alkohol som låg på åttonde plats och narkotikabruk på tionde plats. Unga män har en högre risk att utveckla beroende av snus jämfört med unga kvinnor, medan ingen könsskillnad har hittats mellan risken att utveckla beroende av cigaretter.

## Förbyggande åtgärder

### Hos unga
I en SBU-rapport från 2015 fann man att vissa skolprogram fanns att tillämpa som minskar tobakskonsumtionen bland unga.

### Varningstexter på cigarettpaket

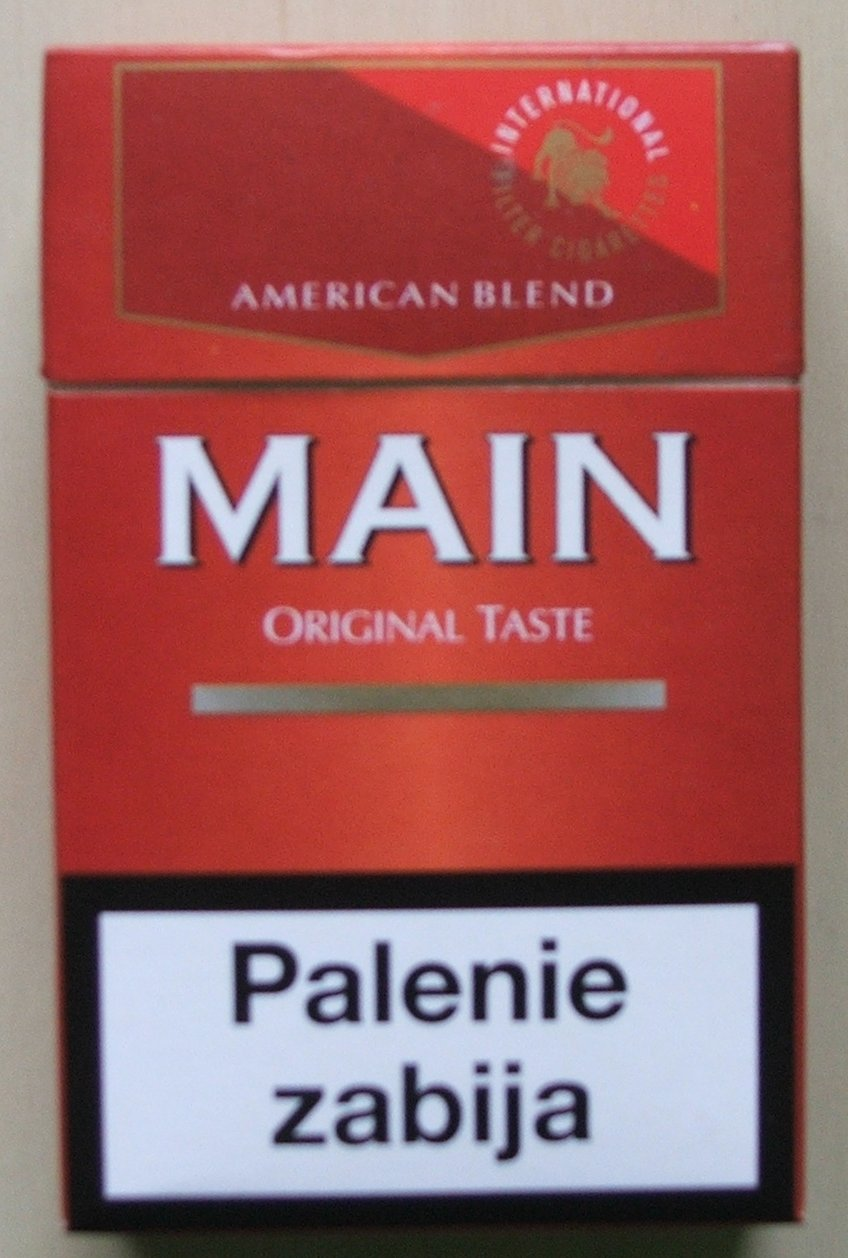
Texten "Rökning dödar." på ett polskt paket.

2001 bestämdes genom ett EU-direktiv att cigarettpaket som säljs inom EU ska bära en varningstext om tobakens hälsorisker: "Varje paket med tobaksprodukter, utom de för oralt bruk och andra icke rökbara tobaksprodukter ska bära följande varningar: 1. ’Rökning dödar/ Rökning kan orsaka död’, eller 2. ’Rökning skadar allvarlig dig och de i din närhet’. "(översättning från engelska) 
Varningstexter på tobaksprodukter är också påbjudna i många andra länder, bland annat USA, Kanada, Ukraina och Turkiet. I Brasilien har cigarettpaketen även avskräckande bilder som visar på rökningens skadliga konsekvenser.
Den 7 november 2011 blockerade en federal domare i USA genomförandet av en lag som skulle ha tvingat tobaksbolagen att förse cigarettpaket med grafiska bilder. Denne menade att det strider mot grundlagen. Några av de 36 bilder som skulle användas visar bland annat: en man som andas ut rök genom ett hål i halsen, sjuka lungor bredvid friska och en mun som visar cancerogena organskador.

### Rökförbud och rökutrymmen

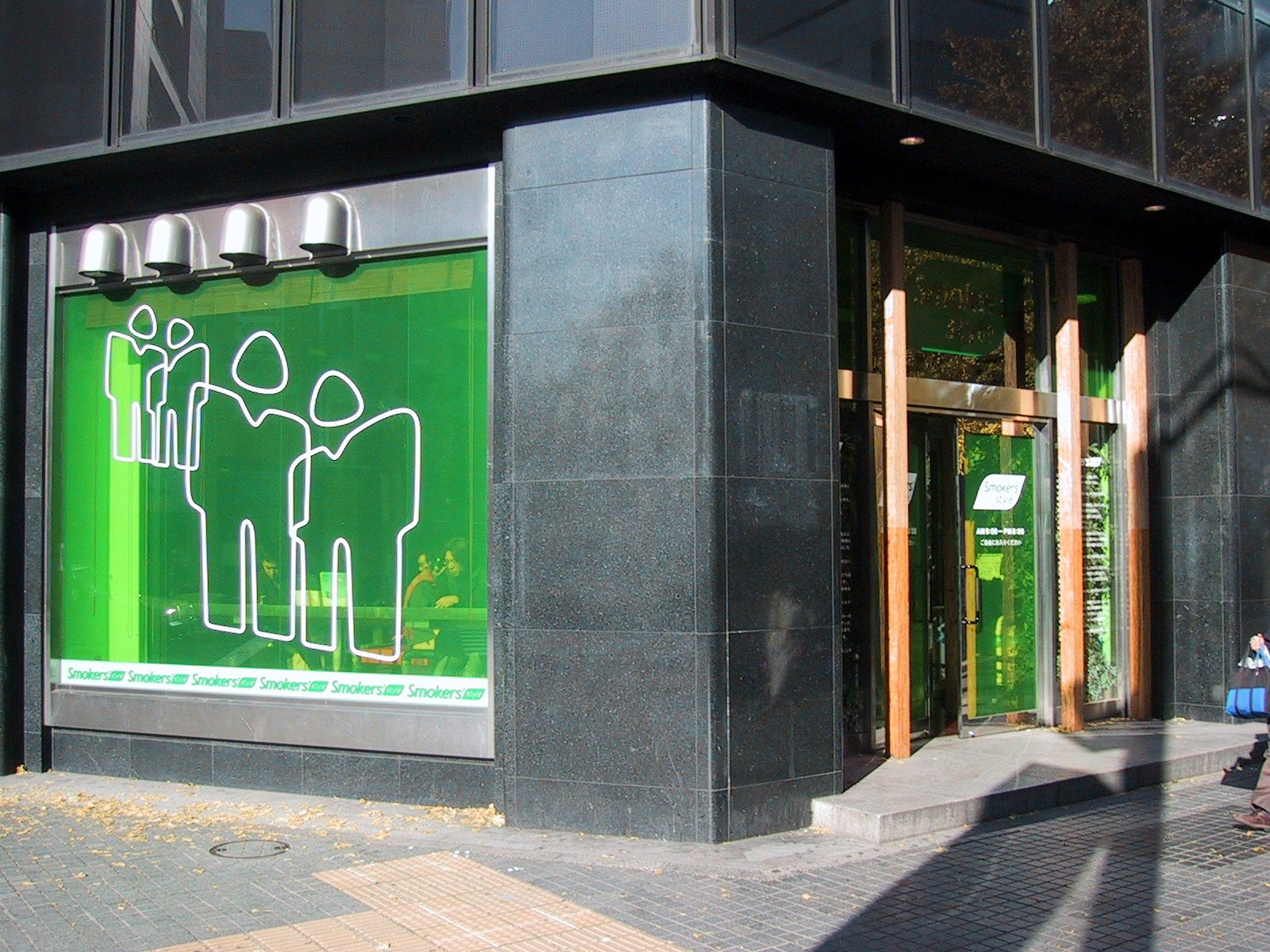
Rökning är förbjudet på vissa gator i Tokyo. Istället finns röksalonger som den här.

Rökrum är i offentliga lokaler, oftast en arbetsplats, ett rum där rökare tillåts röka, eftersom rökförbud råder i andra delar. I Sverige har rökrum avskaffats på många platser, och rökning tillåts bara utomhus.
Rökruta är en för tobaksrökning avsedd del av en skolgård. Rökrutor förekom i Sverige främst på grundskolans tidigare högstadium samt i gymnasieskolan. Den 1 juli 1994 förbjöds rökrutorna i Sveriges skolor, men vissa skolor hade redan tidigare avskaffat dem. Rökrutor ("Raucherecke") finns i Tyskland för elever över 16, som kan röka på rasten. De förbjöds i Berlin, Hessen och Hamburg då läsåret 2005/2006 började, och i Bayern från läsåret 2006/2007.